# Rebecca & Fiona
Rebecca & Fiona sono un duo svedese nato nel 2010.

## Biografia
Composto da DJ Rebecca Scheja e Fiona FitzPatrick il gruppo nasce nel 2010, quando partecipano in un programma di una web TV. Le due si connobbero in una festa nel 2007, in seguito iniziarono a suonare in alcuni club. Nello stesso anno vincono un premio per il giornale Stockholm City. Tra il 2010 e il 2011 aprono alcuni concerti per Robyn, inoltre hanno cantato ai Polar Music Prize e ai Way Out West. Sempre negli stessi anni, ma anche nel 2012, svolgono alcuni concerti, tra cui in Svezia, Stati Uniti (con più di 10 tappe) , Belgio, Canada, Regno Unito e Paesi Bassi.
Nel 2011 pubblicano il loro secondo singolo dal titolo Bullets che raggiunge la posizione numero 29 nella classifica svedese, rimanendoci per 30 settimane. Hanno pubblicato il primo album di debutto nel novembre del 2011 dal titolo I Love You, Man!, che raggiunge la posizione numero 36 nella classifica svedese, rimanendo in classifica per due settimane. Hanno vinto inoltre due volte al Grammisgalan svedese e hanno ricevuto anche una candidatura.

## Discografia

### Album in studio
- 2011 - I Love Your Man
- 2014 - Beauty Is Pain
- 2018 - Art of Being a Girl

### EP
- 2016 - Party Hard
- 2021 - Fet House Mode
- 2023 - Greatest Tits

### Singoli
- 2010 - Luminary Ones
- 2011 - Jane Doe
- 2011 - If She Was Away / Hard
- 2011 - Bullets
- 2012 - Turn It Down
- 2012 - Dance
- 2012 - Giliap
- 2013 - Taken Over
- 2013 - Union
- 2014 - Candy Love
- 2014 - Holler
- 2015 - Sayonara
- 2016 - Drugstore Lovin
- 2016 - Shotgun
- 2016 - Cold as X-Mas
- 2017 - Pop Bitches
- 2017 - Pay Me Money
- 2018 - Need You
- 2018 - Fool's Gold
- 2018 - Different (feat. Marcy Chin)
- 2018 - Stupid
- 2019 - One More Night
- 2019 - Down for It (con MOTi)
- 2019 - Can't Erase (con Nause)
- 2020 - Heart Skips a Beat
- 2020 - Fet House Mode
- 2020 - I Need Love (con Kleerup)
- 2020 - People Getting Mad
- 2020 - Sad Boy, Happy Girl / Lyfe Lyne (con Moguai)
- 2020 - Champagne Promises (con Animal)
- 2020 - Another World
- 2021 - Bad Trip (con LVNDSCAPE feat. OZMA)
- 2021 - Rivers
- 2021 - Replay (con John Dahlbäck)
- 2021 - Real Love
- 2021 - Sing It Back
- 2021 - Sweetest Delight
- 2021 - All the Things She Said

Come artista ospite
- 2010 - Låna Pengar (Basutbudet feat. Rebecca & Fiona)
- 2011 - Boy (Adrian Lux feat. Rebecca & Fiona)
- 2011 - Turn It Down (Kaskade feat. Rebecca & Fiona)
- 2019 - Apollo00 (Wayfloe feat. Rebecca & Fiona)

### Remix
- The Knux - She's So Up (Rebecca & Fiona Remix) (2011)
- Petter - Krafter (Rebecca & Fiona / Carli Remix) (2011)
- Marcus Price & Carli - Bubbelgum (Rebecca & Fiona Remix) (2011)
- Johnossi - Roscoe (Rebecca & Fiona Remix) (2011)